# Dexter Holland
Bryan Keith "Dexter" Holland (Garden Grove, Kalifornia, 1965. december 29. –) amerikai énekes és ritmusgitáros. A The Offspring alapító tagja és a Nitro Records lemezkiadó tulajdonosa.
A kaliforniai Orange megyében született a Holland család harmadik gyermekeként (van egy fiatalabb testvére is). Apja kórházi adminisztrátor, anyja tanár. Van egy filmrendező nagybátyja és egy színész unokatestvére is. Felesége Kristina Luna (1995-ben házasodtak össze). Van egy lánya, Alexa (szül.: 1987) nem Kristinától.
Dexter a középiskolában (Pacifica High School) nemcsak a tájfutócsapat tagja, hanem a matekcsoport vezetője is volt (innen származik a beceneve). A University of Southern California (USC) egyetemen diplomázott biológiából (BSC szinten) és mikrobiológiából (MSc szinten), doktorandusz volt mikrobiológiából, de az Offspring berobbanása után otthagyta az egyetemet, hogy a bandára tudjon fókuszálni. 2017 májusában a HIV kutatásáért végül megszerezte a PhD fokozatot molekuláris biológiából.
Rendelkezik pilótaengedéllyel, valamint egy Cessna típusú repülőgéppel, amellyel 10 nap alatt körberepülte a Földet.

## Pályafutása
Greg Kriesel jóbarátjával alakította meg a "Manic Subsidal" nevű bandát, aminek a nevét később The Offspringre változtatták. A Nemesis Records-nál felvették az első teljes albumukat 1988-ban a The Offspring címmel, majd 1989-ben kiadták. 1995. november 21-én Dexter a saját lemezkiadó cégénél újra kiadta.
1991-ben az Epitaph Records-nál írtak alá. Az első itt kiadott album az Ignition volt 1992-ben. 1994-ben a Smash című album volt a második és egyben az utolsó, amit ennél a cégnél adtak ki.
Amikor a tulajdonos el akarta adni az Epitaph Recordsot, akkor a banda leszerződött a Columbia Recordshoz, ahol 1997-ben adták ki az Ixnay on the Hombre című albumot. Az albumon szereplő Gone Away című számot Dexter egyes források szerint az autóbalesetben elhunyt barátnője emlékére írta (ő volt Alexa édesanyja), de más források azt állítják, hogy a Pennywise basszusgitárosának ajánlotta ezt a dalt, aki 1996-ban lett öngyilkos.
A Columbiánál jelent meg 1998-ban az Americana, 2000-ben a Conspiracy Of One, 2003-ban a Splinter és 2005-ben a Greatest Hits.
Dexter az Offspring fő dalszerzője, az eddig megjelent dalokat kettő kivétellel ő írta (a D.U.I. Noodles, a Session pedig Kristina Luna szerzeménye).
2008-ban kiadták az öt éve várt albumot Rise and fall, rage and grace címmel. Ezt az albumot a kritikusok nem fogadták túl nagy elismeréssel, azonban a rajongók körében az előzőekhez hasonlóan hatalmas sikert aratott.

## További információ
- Hivatalos oldal
- Dexter Holland a PORT.hu-n (magyarul)
- Dexter Holland az Internet Movie Database-ben (angolul)
- Dexter Holland a Rotten Tomatoeson (angolul)